# Essential
Essential – dwudziesty trzeci album grupy Erasure wydany 27 marca 2012. Jest to składanka hitowych piosenek zespołu. Na okładce znajduje się Vince Clarke z Andym Bellem sprzed lat.

## Lista utworów
Opracowano na podstawie źródła.
1. „Who Needs Love Like That” – 3:06
2. „It Doesn´t Have To Be” – 3:46
3. „The Circus” – 4:06
4. „You Surround Me” – 3:58
5. „Am I Right?” – 4:17
6. „Sometimes” – 3:39
7. When Will I See You Again – 2:58
8. Video Killed The Radio Star – 3:49
9. „Victim Of Love” – 3:38
10. „Ship Of Fools” – 4:03
11. „Star” – 3:38
12. Everybody´s Got To Learn Sometime – 3:20
13. „Make Me Smile (Come Up And See Me)” – 3:56
14. „Chorus” – 4:29
15. „Always” – 4:04
16. „I Love Saturday” – 4:02